# Административно-территориальное деление Клепиковского района
Клепиковский район в рамках административно-территориального устройства включает 1 город районного значения, 1 посёлок городского типа и 10 сельских округов.
В рамках организации местного самоуправления, муниципальный район делится на 12 муниципальных образований, в том числе 2 городских и 10 сельских поселений:
- Спас-Клепиковское городское поселение (г. Спас-Клепики)
- Тумское городское поселение (пгт Тума)
- Алексеевское сельское поселение (с. Алексеево)
- Болоньское сельское поселение (п. Болонь)
- Бусаевское сельское поселение (с. Бусаево)
- Екшурское сельское поселение (с. Екшур)
- Колесниковское сельское поселение (д. Колесниково)
- Криушинское сельское поселение (с. Криуша)
- Молькинское сельское поселение (д. Молькино)
- Ненашкинское сельское поселение (п. Ненашкино)
- Оськинское сельское поселение (д. Оськино)
- Уткинское сельское поселение (д. Уткино).

Город и посёлок городского типа с подчинёнными населёнными пунктами соответствуют городским поселениям, сельский округ — сельскому поселению.

## Формирование муниципальных образований
В результате муниципальной реформы к 2006 году на территории 23 сельских округов было образовано 13 сельских поселений.
| Административно-территориальная единица | Населённый пункт    | Муниципальное образование             |
| --------------------------------------- | ------------------- | ------------------------------------- |
| Алексеевский сельский округ             | Алексеево           | Алексеевское сельское поселение       |
| Алексеевский сельский округ             | Братилово           | Алексеевское сельское поселение       |
| Алексеевский сельский округ             | Былино              | Алексеевское сельское поселение       |
| Алексеевский сельский округ             | Вельково            | Алексеевское сельское поселение       |
| Алексеевский сельский округ             | Вещур               | Алексеевское сельское поселение       |
| Алексеевский сельский округ             | Голышово            | Алексеевское сельское поселение       |
| Алексеевский сельский округ             | Ильино              | Алексеевское сельское поселение       |
| Алексеевский сельский округ             | Кузьмино            | Алексеевское сельское поселение       |
| Алексеевский сельский округ             | Лесуново            | Алексеевское сельское поселение       |
| Алексеевский сельский округ             | Перино              | Алексеевское сельское поселение       |
| Алексеевский сельский округ             | Чащино              | Алексеевское сельское поселение       |
| Давыдовский сельский округ              | Акулово             | Алексеевское сельское поселение       |
| Давыдовский сельский округ              | Ахматово            | Алексеевское сельское поселение       |
| Давыдовский сельский округ              | Бараново            | Алексеевское сельское поселение       |
| Давыдовский сельский округ              | Горы                | Алексеевское сельское поселение       |
| Давыдовский сельский округ              | Давыдово            | Алексеевское сельское поселение       |
| Давыдовский сельский округ              | Демино              | Алексеевское сельское поселение       |
| Давыдовский сельский округ              | Зубово              | Алексеевское сельское поселение       |
| Давыдовский сельский округ              | Константиново       | Алексеевское сельское поселение       |
| Давыдовский сельский округ              | Куршево             | Алексеевское сельское поселение       |
| Давыдовский сельский округ              | Лихунино            | Алексеевское сельское поселение       |
| Давыдовский сельский округ              | Ново-Никольск       | Алексеевское сельское поселение       |
| Давыдовский сельский округ              | Расторгуево         | Алексеевское сельское поселение       |
| Давыдовский сельский округ              | Романово            | Алексеевское сельское поселение       |
| Давыдовский сельский округ              | Чечево              | Алексеевское сельское поселение       |
| Мягковский сельский округ               | Викулово            | Алексеевское сельское поселение       |
| Мягковский сельский округ               | Волчково            | Алексеевское сельское поселение       |
| Мягковский сельский округ               | Корякино            | Алексеевское сельское поселение       |
| Мягковский сельский округ               | Ломакино            | Алексеевское сельское поселение       |
| Мягковский сельский округ               | Мелюшово            | Алексеевское сельское поселение       |
| Мягковский сельский округ               | Мягково             | Алексеевское сельское поселение       |
| Мягковский сельский округ               | Ново-Александровка  | Алексеевское сельское поселение       |
| Мягковский сельский округ               | Ужищево             | Алексеевское сельское поселение       |
| Мягковский сельский округ               | Шеенки              | Алексеевское сельское поселение       |
| Болоньский сельский округ               | Болонь              | Болоньское сельское поселение         |
| Болоньский сельский округ               | Пилево              | Болоньское сельское поселение         |
| Бусаевский сельский округ               | Аничково            | Бусаевское сельское поселение         |
| Бусаевский сельский округ               | Березово            | Бусаевское сельское поселение         |
| Бусаевский сельский округ               | Бусаево             | Бусаевское сельское поселение         |
| Бусаевский сельский округ               | Ивкино              | Бусаевское сельское поселение         |
| Бусаевский сельский округ               | Корякино            | Бусаевское сельское поселение         |
| Бусаевский сельский округ               | Куприно             | Бусаевское сельское поселение         |
| Бусаевский сельский округ               | Лысово              | Бусаевское сельское поселение         |
| Бусаевский сельский округ               | Малахово            | Бусаевское сельское поселение         |
| Бусаевский сельский округ               | Неустроево          | Бусаевское сельское поселение         |
| Бусаевский сельский округ               | Озерье              | Бусаевское сельское поселение         |
| Бусаевский сельский округ               | Павлово             | Бусаевское сельское поселение         |
| Бусаевский сельский округ               | Радино              | Бусаевское сельское поселение         |
| Бусаевский сельский округ               | Сосы                | Бусаевское сельское поселение         |
| Бусаевский сельский округ               | Томаково            | Бусаевское сельское поселение         |
| Бусаевский сельский округ               | Федино              | Бусаевское сельское поселение         |
| Бусаевский сельский округ               | Хараблино           | Бусаевское сельское поселение         |
| Головановский сельский округ            | Голованово          | Бусаевское сельское поселение         |
| Головановский сельский округ            | Голованово          | Бусаевское сельское поселение         |
| Головановский сельский округ            | Курша 1             | Бусаевское сельское поселение         |
| Гришинский сельский округ               | Горки               | Бусаевское сельское поселение         |
| Гришинский сельский округ               | Гришино             | Бусаевское сельское поселение         |
| Гришинский сельский округ               | Жуковские Выселки   | Бусаевское сельское поселение         |
| Гришинский сельский округ               | Заводская Слобода   | Бусаевское сельское поселение         |
| Гришинский сельский округ               | Кирьяково           | Бусаевское сельское поселение         |
| Гришинский сельский округ               | Натальино           | Бусаевское сельское поселение         |
| Гришинский сельский округ               | Ольгино             | Бусаевское сельское поселение         |
| Гришинский сельский округ               | Ювино               | Бусаевское сельское поселение         |
| Краснооктябрьский сельский округ        | Большое Дарьино     | Екшурское сельское поселение          |
| Краснооктябрьский сельский округ        | Егорово             | Екшурское сельское поселение          |
| Краснооктябрьский сельский округ        | Екшур               | Екшурское сельское поселение          |
| Краснооктябрьский сельский округ        | Ершовские Выселки   | Екшурское сельское поселение          |
| Краснооктябрьский сельский округ        | Иншаково            | Екшурское сельское поселение          |
| Краснооктябрьский сельский округ        | Летники             | Екшурское сельское поселение          |
| Краснооктябрьский сельский округ        | Малое Дарьино       | Екшурское сельское поселение          |
| Краснооктябрьский сельский округ        | Тамышево            | Екшурское сельское поселение          |
| Колесниковский сельский округ           | Акулово             | Колесниковское сельское поселение     |
| Колесниковский сельский округ           | Амлешовские Выселки | Колесниковское сельское поселение     |
| Колесниковский сельский округ           | Воскресенье         | Колесниковское сельское поселение     |
| Колесниковский сельский округ           | Гаврино             | Колесниковское сельское поселение     |
| Колесниковский сельский округ           | Дмитриево           | Колесниковское сельское поселение     |
| Колесниковский сельский округ           | Княжи               | Колесниковское сельское поселение     |
| Колесниковский сельский округ           | Колесниково         | Колесниковское сельское поселение     |
| Колесниковский сельский округ           | Мамасево            | Колесниковское сельское поселение     |
| Колесниковский сельский округ           | Миленино            | Колесниковское сельское поселение     |
| Колесниковский сельский округ           | Немятово            | Колесниковское сельское поселение     |
| Колесниковский сельский округ           | Ново-Аносово        | Колесниковское сельское поселение     |
| Колесниковский сельский округ           | Ново-Савино         | Колесниковское сельское поселение     |
| Колесниковский сельский округ           | Норино              | Колесниковское сельское поселение     |
| Колесниковский сельский округ           | Октябрь             | Колесниковское сельское поселение     |
| Колесниковский сельский округ           | Уречное             | Колесниковское сельское поселение     |
| Колесниковский сельский округ           | Часлово             | Колесниковское сельское поселение     |
| Криушинский сельский округ              | Криуша              | Криушинское сельское поселение        |
| Криушинский сельский округ              | Малиновка           | Криушинское сельское поселение        |
| Криушинский сельский округ              | Рябиновка           | Криушинское сельское поселение        |
| Задне-Пилевский сельский округ          | Борисово            | Макеевское сельское поселение         |
| Задне-Пилевский сельский округ          | Взвоз               | Макеевское сельское поселение         |
| Задне-Пилевский сельский округ          | Задне-Пилево        | Макеевское сельское поселение         |
| Задне-Пилевский сельский округ          | Макарово            | Макеевское сельское поселение         |
| Задне-Пилевский сельский округ          | Печурино            | Макеевское сельское поселение         |
| Задне-Пилевский сельский округ          | Подгорье            | Макеевское сельское поселение         |
| Задне-Пилевский сельский округ          | Ухино               | Макеевское сельское поселение         |
| Макеевский сельский округ               | Ершово              | Макеевское сельское поселение         |
| Макеевский сельский округ               | Макеево             | Макеевское сельское поселение         |
| Макеевский сельский округ               | Первушкино          | Макеевское сельское поселение         |
| Макеевский сельский округ               | Полушкино           | Макеевское сельское поселение         |
| Макеевский сельский округ               | Сергеево            | Макеевское сельское поселение         |
| Малаховский сельский округ              | Андроново           | Малаховское сельское поселение        |
| Малаховский сельский округ              | Борисково           | Малаховское сельское поселение        |
| Малаховский сельский округ              | Ветчаны             | Малаховское сельское поселение        |
| Малаховский сельский округ              | Иванково            | Малаховское сельское поселение        |
| Малаховский сельский округ              | Култуки             | Малаховское сельское поселение        |
| Малаховский сельский округ              | Малахово            | Малаховское сельское поселение        |
| Малаховский сельский округ              | Сергеевка           | Малаховское сельское поселение        |
| Соломинский сельский округ              | Бахметьево          | Молькинское сельское поселение        |
| Соломинский сельский округ              | Воронцово           | Молькинское сельское поселение        |
| Соломинский сельский округ              | Иваково             | Молькинское сельское поселение        |
| Соломинский сельский округ              | Иванисово           | Молькинское сельское поселение        |
| Соломинский сельский округ              | Ково                | Молькинское сельское поселение        |
| Соломинский сельский округ              | Коренево            | Молькинское сельское поселение        |
| Соломинский сельский округ              | Молькино            | Молькинское сельское поселение        |
| Соломинский сельский округ              | Плишкино            | Молькинское сельское поселение        |
| Соломинский сельский округ              | Проваторово         | Молькинское сельское поселение        |
| Соломинский сельский округ              | Соломино            | Молькинское сельское поселение        |
| Соломинский сельский округ              | Шаранино            | Молькинское сельское поселение        |
| Соломинский сельский округ              | Шопино              | Молькинское сельское поселение        |
| Беловский сельский округ                | Белое               | Ненашкинское сельское поселение       |
| Беловский сельский округ                | Беляево             | Ненашкинское сельское поселение       |
| Беловский сельский округ                | Большое Жабье       | Ненашкинское сельское поселение       |
| Беловский сельский округ                | Быково              | Ненашкинское сельское поселение       |
| Беловский сельский округ                | Васильево           | Ненашкинское сельское поселение       |
| Беловский сельский округ                | Зимницы             | Ненашкинское сельское поселение       |
| Беловский сельский округ                | Зыково              | Ненашкинское сельское поселение       |
| Беловский сельский округ                | Лунево              | Ненашкинское сельское поселение       |
| Беловский сельский округ                | Малое Жабье         | Ненашкинское сельское поселение       |
| Беловский сельский округ                | Мамоново            | Ненашкинское сельское поселение       |
| Беловский сельский округ                | Ненорово            | Ненашкинское сельское поселение       |
| Беловский сельский округ                | Петряево            | Ненашкинское сельское поселение       |
| Беловский сельский округ                | Посерда             | Ненашкинское сельское поселение       |
| Беловский сельский округ                | Прудки              | Ненашкинское сельское поселение       |
| Беловский сельский округ                | Филотово            | Ненашкинское сельское поселение       |
| Беловский сельский округ                | Чарсуль             | Ненашкинское сельское поселение       |
| Беловский сельский округ                | Черное              | Ненашкинское сельское поселение       |
| Беловский сельский округ                | Чиряты              | Ненашкинское сельское поселение       |
| Калдевский сельский округ               | Калдево             | Ненашкинское сельское поселение       |
| Калдевский сельский округ               | Левино I            | Ненашкинское сельское поселение       |
| Калдевский сельский округ               | Левино II           | Ненашкинское сельское поселение       |
| Калдевский сельский округ               | Подлипки            | Ненашкинское сельское поселение       |
| Калдевский сельский округ               | Теребово            | Ненашкинское сельское поселение       |
| Ушморский сельский округ                | Абрахово            | Ненашкинское сельское поселение       |
| Ушморский сельский округ                | Барское             | Ненашкинское сельское поселение       |
| Ушморский сельский округ                | Батыково            | Ненашкинское сельское поселение       |
| Ушморский сельский округ                | Белозерье           | Ненашкинское сельское поселение       |
| Ушморский сельский округ                | Горки               | Ненашкинское сельское поселение       |
| Ушморский сельский округ                | Дрошино             | Ненашкинское сельское поселение       |
| Ушморский сельский округ                | Ерохино             | Ненашкинское сельское поселение       |
| Ушморский сельский округ                | Иваново             | Ненашкинское сельское поселение       |
| Ушморский сельский округ                | Князево             | Ненашкинское сельское поселение       |
| Ушморский сельский округ                | Корякино            | Ненашкинское сельское поселение       |
| Ушморский сельский округ                | Лункино             | Ненашкинское сельское поселение       |
| Ушморский сельский округ                | Макарово            | Ненашкинское сельское поселение       |
| Ушморский сельский округ                | Наумово             | Ненашкинское сельское поселение       |
| Ушморский сельский округ                | Ненашкино           | Ненашкинское сельское поселение       |
| Ушморский сельский округ                | Никулино            | Ненашкинское сельское поселение       |
| Ушморский сельский округ                | Новинки             | Ненашкинское сельское поселение       |
| Ушморский сельский округ                | Подсвятье           | Ненашкинское сельское поселение       |
| Ушморский сельский округ                | Савино              | Ненашкинское сельское поселение       |
| Ушморский сельский округ                | Тимохино            | Ненашкинское сельское поселение       |
| Ушморский сельский округ                | Траново             | Ненашкинское сельское поселение       |
| Ушморский сельский округ                | Тюрвищи             | Ненашкинское сельское поселение       |
| Ушморский сельский округ                | Ушмор               | Ненашкинское сельское поселение       |
| Ушморский сельский округ                | Ушмор               | Ненашкинское сельское поселение       |
| Ушморский сельский округ                | Фролово             | Ненашкинское сельское поселение       |
| Ушморский сельский округ                | Ханино              | Ненашкинское сельское поселение       |
| Ушморский сельский округ                | Чесноково           | Ненашкинское сельское поселение       |
| Гуреевский сельский округ               | Бакастово           | Оськинское сельское поселение         |
| Гуреевский сельский округ               | Быково              | Оськинское сельское поселение         |
| Гуреевский сельский округ               | Верещугино          | Оськинское сельское поселение         |
| Гуреевский сельский округ               | Гуреево             | Оськинское сельское поселение         |
| Гуреевский сельский округ               | Макарово            | Оськинское сельское поселение         |
| Оськинский сельский округ               | Большая Каменка     | Оськинское сельское поселение         |
| Оськинский сельский округ               | Васино              | Оськинское сельское поселение         |
| Оськинский сельский округ               | Верея               | Оськинское сельское поселение         |
| Оськинский сельский округ               | Гурино              | Оськинское сельское поселение         |
| Оськинский сельский округ               | Деево               | Оськинское сельское поселение         |
| Оськинский сельский округ               | Заборье             | Оськинское сельское поселение         |
| Оськинский сельский округ               | Захарово            | Оськинское сельское поселение         |
| Оськинский сельский округ               | Измайлово           | Оськинское сельское поселение         |
| Оськинский сельский округ               | Каверино            | Оськинское сельское поселение         |
| Оськинский сельский округ               | Карцово             | Оськинское сельское поселение         |
| Оськинский сельский округ               | Кобылинка           | Оськинское сельское поселение         |
| Оськинский сельский округ               | Кондаково           | Оськинское сельское поселение         |
| Оськинский сельский округ               | Коробово            | Оськинское сельское поселение         |
| Оськинский сельский округ               | Крутово             | Оськинское сельское поселение         |
| Оськинский сельский округ               | Лаптево             | Оськинское сельское поселение         |
| Оськинский сельский округ               | Максино             | Оськинское сельское поселение         |
| Оськинский сельский округ               | Малая Каменка       | Оськинское сельское поселение         |
| Оськинский сельский округ               | Мелехово            | Оськинское сельское поселение         |
| Оськинский сельский округ               | Муночь              | Оськинское сельское поселение         |
| Оськинский сельский округ               | Оськино             | Оськинское сельское поселение         |
| Оськинский сельский округ               | Парфеново           | Оськинское сельское поселение         |
| Оськинский сельский округ               | Порошино            | Оськинское сельское поселение         |
| Оськинский сельский округ               | Потапово            | Оськинское сельское поселение         |
| Оськинский сельский округ               | Селезнево           | Оськинское сельское поселение         |
| Оськинский сельский округ               | Филино              | Оськинское сельское поселение         |
| Оськинский сельский округ               | Харино              | Оськинское сельское поселение         |
| Оськинский сельский округ               | Ценово              | Оськинское сельское поселение         |
| Оськинский сельский округ               | Чулис               | Оськинское сельское поселение         |
| Оськинский сельский округ               | Шевелево            | Оськинское сельское поселение         |
| Администрация г Спас-Клепики            | Бозово              | Спас-Клепиковское городское поселение |
| Администрация г Спас-Клепики            | Кузино              | Спас-Клепиковское городское поселение |
| Администрация г Спас-Клепики            | Лодкино             | Спас-Клепиковское городское поселение |
| Администрация г Спас-Клепики            | Лосево              | Спас-Клепиковское городское поселение |
| Администрация г Спас-Клепики            | Ненашкино           | Спас-Клепиковское городское поселение |
| Администрация г Спас-Клепики            | Рябикино            | Спас-Клепиковское городское поселение |
| Администрация г Спас-Клепики            | Шабаево             | Спас-Клепиковское городское поселение |
| Администрация г Спас-Клепики            | Швивая Горка        | Спас-Клепиковское городское поселение |
| Администрация г Спас-Клепики            | Спас-Клепики        | Спас-Клепиковское городское поселение |
|                                         | Тума                | Тумское городское поселение           |
| Аристовский сельский округ              | Аристово            | Тюковское сельское поселение          |
| Аристовский сельский округ              | Беломутово          | Тюковское сельское поселение          |
| Аристовский сельский округ              | Большое Курапово    | Тюковское сельское поселение          |
| Аристовский сельский округ              | Давыдово            | Тюковское сельское поселение          |
| Аристовский сельский округ              | Каширово            | Тюковское сельское поселение          |
| Аристовский сельский округ              | Клин                | Тюковское сельское поселение          |
| Аристовский сельский округ              | Козельское          | Тюковское сельское поселение          |
| Аристовский сельский округ              | Колычево            | Тюковское сельское поселение          |
| Аристовский сельский округ              | Малое Курапово      | Тюковское сельское поселение          |
| Аристовский сельский округ              | Маньщино            | Тюковское сельское поселение          |
| Аристовский сельский округ              | Мосеево             | Тюковское сельское поселение          |
| Аристовский сельский округ              | Новоселки           | Тюковское сельское поселение          |
| Аристовский сельский округ              | Пансурово           | Тюковское сельское поселение          |
| Аристовский сельский округ              | Прасковьино         | Тюковское сельское поселение          |
| Аристовский сельский округ              | Сильма              | Тюковское сельское поселение          |
| Аристовский сельский округ              | Сонино              | Тюковское сельское поселение          |
| Тюковский сельский округ                | Аверькиево          | Тюковское сельское поселение          |
| Тюковский сельский округ                | Алтухово            | Тюковское сельское поселение          |
| Тюковский сельский округ                | Анциферово          | Тюковское сельское поселение          |
| Тюковский сельский округ                | Большая Матвеевка   | Тюковское сельское поселение          |
| Тюковский сельский округ                | Владычино           | Тюковское сельское поселение          |
| Тюковский сельский округ                | Дунино              | Тюковское сельское поселение          |
| Тюковский сельский округ                | Зубово              | Тюковское сельское поселение          |
| Тюковский сельский округ                | Карпово             | Тюковское сельское поселение          |
| Тюковский сельский округ                | Лебедино            | Тюковское сельское поселение          |
| Тюковский сельский округ                | Макеево             | Тюковское сельское поселение          |
| Тюковский сельский округ                | Малая Матвеевка     | Тюковское сельское поселение          |
| Тюковский сельский округ                | Мягково             | Тюковское сельское поселение          |
| Тюковский сельский округ                | Нефедово            | Тюковское сельское поселение          |
| Тюковский сельский округ                | Русаново            | Тюковское сельское поселение          |
| Тюковский сельский округ                | Стружаны            | Тюковское сельское поселение          |
| Тюковский сельский округ                | Тетерино            | Тюковское сельское поселение          |
| Тюковский сельский округ                | Тюково              | Тюковское сельское поселение          |
| Тюковский сельский округ                | Фомино              | Тюковское сельское поселение          |
| Тюковский сельский округ                | Чебукино            | Тюковское сельское поселение          |
| Тюковский сельский округ                | Шакино              | Тюковское сельское поселение          |
| Бычковский сельский округ               | Аносово             | Уткинское сельское поселение          |
| Бычковский сельский округ               | Барснево            | Уткинское сельское поселение          |
| Бычковский сельский округ               | Бычково             | Уткинское сельское поселение          |
| Бычковский сельский округ               | Васино              | Уткинское сельское поселение          |
| Бычковский сельский округ               | Желудково           | Уткинское сельское поселение          |
| Бычковский сельский округ               | Иньшино             | Уткинское сельское поселение          |
| Бычковский сельский округ               | Котово              | Уткинское сельское поселение          |
| Бычковский сельский округ               | Меркулово           | Уткинское сельское поселение          |
| Бычковский сельский округ               | Мордвиново          | Уткинское сельское поселение          |
| Бычковский сельский округ               | Неверово            | Уткинское сельское поселение          |
| Бычковский сельский округ               | Озерки              | Уткинское сельское поселение          |
| Бычковский сельский округ               | Савино              | Уткинское сельское поселение          |
| Бычковский сельский округ               | Симоново            | Уткинское сельское поселение          |
| Бычковский сельский округ               | Снохино             | Уткинское сельское поселение          |
| Бычковский сельский округ               | Соловово            | Уткинское сельское поселение          |
| Бычковский сельский округ               | Сусово              | Уткинское сельское поселение          |
| Бычковский сельский округ               | Уткино              | Уткинское сельское поселение          |
| Бычковский сельский округ               | Чуфилово            | Уткинское сельское поселение          |
| Бычковский сельский округ               | Щурово              | Уткинское сельское поселение          |
| Спиринский сельский округ               | Амлешово            | Уткинское сельское поселение          |
| Спиринский сельский округ               | Артёмово            | Уткинское сельское поселение          |
| Спиринский сельский округ               | Голево              | Уткинское сельское поселение          |
| Спиринский сельский округ               | Извеково            | Уткинское сельское поселение          |
| Спиринский сельский округ               | Пульхово            | Уткинское сельское поселение          |
| Спиринский сельский округ               | Спирино             | Уткинское сельское поселение          |

В 2017 году были упразднены сельские поселения: Тюковское (включено в Болоньское сельское поселение), Макеевское (включено в Екшурское сельское поселение), Малаховское (включено в Колесниковское сельское поселение).